# 鷹栖町
鷹栖町（日语：／ Takasu chō）是位於日本北海道上川綜合振興局中部的一個町，和旭川市及和寒町相鄰。鷹栖町幾乎位於北海道的正中央，南部的北野地區到旭川市中心僅約25分鐘的車程。由於北海道道央自動車道的延伸，使當地前往札幌地區和北海道各地的交通更加便利。當地以農業為主，生產稻米、蔬菜等農產品，特產為番茄汁。
過去在該地有棲息著許多鳶和鷹的紀錄，阿伊努語稱此地為「cikap-un-i」，意思為大鳥棲息的地方，之後再翻譯為「Takasu」。

## 人口
| 鷹栖町人口分布圖 |                                               |  |
| 鷹栖町與日本全國年齡別人口分布比較圖 （2005年資料） | 鷹栖町的年齡、男女別人口分布圖 （2005年資料） |  |
| ■紫色是鷹栖町 ■綠色是全国 | ■藍色是男性 ■紅色是女性                       |  |
| 鷹栖町人口變化 \| 1970年 \| 7,943人 \| \| \| 1975年 \| 7,130人 \| \| \| 1980年 \| 7,509人 \| \| \| 1985年 \| 7,317人 \| \| \| 1990年 \| 6,930人 \| \| \| 1995年 \| 6,871人 \| \| \| 2000年 \| 7,165人 \| \| \| 2005年 \| 7,261人 \| \| \| 2010年 \| 7,345人 \| \| \| 2015年 \| 7,018人 \| \| \| 2020年 \| 6,567人 \| \| |                                               |  |
| 資料來源：日本總務省統計中心提供之人口普查數據 |                                               |  |
| 1970年 | 7,943人                                       |  |
| 1975年 | 7,130人                                       |  |
| 1980年 | 7,509人                                       |  |
| 1985年 | 7,317人                                       |  |
| 1990年 | 6,930人                                       |  |
| 1995年 | 6,871人                                       |  |
| 2000年 | 7,165人                                       |  |
| 2005年 | 7,261人                                       |  |
| 2010年 | 7,345人                                       |  |
| 2015年 | 7,018人                                       |  |
| 2020年 | 6,567人                                       |  |

## 歷史
行政區劃變遷：
- 1892年：設置鷹栖村於石狩川右岸，主要街區位於現在的旭川市東鷹栖地區。
- 1906年4月1日：成為北海道二級村，同時比布村（現在的比布町）從鷹栖村分村。
- 1909年4月1日：成為北海道一級村。
- 1924年6月4日：原鷹栖村改名為東鷹栖村（現在的旭川市東鷹栖地區），同時分出新設立的鷹栖村和江丹別村（現已併入旭川市）。
- 1969年1月1日：改制為鷹栖町。

## 交通

### 機場
- 旭川機場（位於東神樂町）

### 鐵路
- 北海道旅客鐵道
  - 函館本線 ：通過轄區，但未設站，最近的車站為位於旭川市的近文車站和永山車站。

### 道路
| 高速道路 - 道央自動車道：旭川鷹栖交流道 主要道道 - 北海道道37號鷹栖東神樂線 - 北海道道72號旭川幌加內線 - 北海道道99號和寒鷹栖線 | 道道 - 北海道道251號雨龍旭川線 - 北海道道520號鷹栖東鷹栖比布線 - 北海道道848號鷹栖江丹別線 - 北海道道1125號嵐山公園線 |

## 教育

### 高等學校
- 道立北海道鷹栖高等學校[7]

### 小中學校
- 鷹栖町立鷹栖小中學校
- 鷹栖町立北野小中學校
- 鷹栖町立鷹栖小中學校

### 特殊學校
- 北海道鷹栖養護學校][8]

## 姊妹、友好都市

### 日本
與同樣有「鷹」字的自治體進行鷹的交流：秋田縣北秋田郡鷹巢町（現已併入北秋田市）、東京都三鷹市、山形縣西置賜郡白鷹町以及長崎縣北松浦郡鷹島町（現已併入松浦市）。雖然在2007年名義上解散，各團體仍維持交流活動。松浦市和鷹栖町每年冬天和夏天會有小學生代表的住市交流。

### 海外
- 黃金海岸（澳洲 昆士蘭州）：締結於1995年11月18日。

## 本地出身人物
- 谷口直樹：北海道電視台廣播員

## 外部連結
- （日語）鷹栖町商工會
- （日語）鷹栖町商工會青年部
- （日語）鷹栖共生會（页面存档备份，存于）